# Matthias Day
Matthias Day, Jr. (* 1821; † 1904) war ein US-amerikanischer Erfinder, Zeitungsverleger und Gründer der Stadt Daytona Beach in Florida. 
Day war bereits in jungen Jahren ein Mann mit Visionen. Etwa Mitte des 19. Jahrhunderts zog es ihn erstmals von Mansfield, Ohio in das Gebiet des heutigen Daytona Beach, aber erst 1871 erhielt er die Gelegenheit, seinen Traum vom eigenen Land und einem eigenen Gemeinwesen zu erfüllen. Er erwarb in Florida (Volusia County) eine Fläche von 2.144 Acres (etwa 868 Hektar) entlang des Halifax Rivers und bot das Land Interessenten zum Kauf an. Unter seiner Aufsicht wurde das Land begutachtet und für die Besiedlung vorbereitet.
Doch die für den Kauf aufgenommene Hypothek konnte er nicht zurückzahlen, stand damit 1872 vor der Zwangsvollstreckung und verlor seinen gesamten Grundbesitz. Er verließ daraufhin Florida und ging zurück nach Ohio. 
Die vorhandenen Siedler beschlossen in der Folgezeit, sich zu einer Gemeinde zu vereinigen. Die offizielle Gründung erfolgte 1876. In Erinnerung an den unglücklichen Gründer mit seinen guten Absichten nannten sie die Gemeinde Daytona (von „Day’s Little Town“), die später zu Daytona Beach wurde.
Matthias Day, Jr. starb 1904. Eine Gedenktafel hängt heute an der Daytona Beach City Hall in Daytona Beach.
| Personendaten    | Personendaten                                                                    |
| ---------------- | -------------------------------------------------------------------------------- |
| NAME             | Day, Matthias                                                                    |
| ALTERNATIVNAMEN  | Day, Matthias Jr.                                                                |
| KURZBESCHREIBUNG | US-amerikanischer Erfinder, Zeitungsverleger und Gründer der Stadt Daytona Beach |
| GEBURTSDATUM     | 1821                                                                             |
| STERBEDATUM      | 1904                                                                             |